# Génération de 70
La Génération de 70, ou Génération de Coimbra, désigne un groupe d'étudiants idéalistes de l'université de Coimbra (Portugal) qui, à partir de 1865, cherche à révolutionner la vie culturelle, idéologique et politique portugaise en ouvrant le pays aux nouvelles idées qui soufflent sur l'Europe. Ils seront à l'origine de l'introduction du réalisme et du naturalisme en littérature, mais aussi des idées républicaines, socialistes et communistes.
Dans l'atmosphère bohème de la ville de Coimbra, Antero de Quental, Eça de Queiroz, Oliveira Martins, entre autres, se réunissaient pour échanger des idées, des livres et méthodes pour rénover la vie politique et culturelle portugaise. Il faut dire qu'à cette époque, le pays vivait une authentique révolution, notamment grâce aux transports ferroviaires qui tous les jours rapportaient des nouvelles du reste de l'Europe. Ces idées vont largement influencer cette génération.
Ils commencent par contester la discipline de l'université dès les années 60. Ils aspirent alors à plus de libertés. Plus tard en 1865, la publication d'un recueil de poèmes d'Antero de Quental provoque une polémique connue sous le nom de Question Coimbrã: polémique purement littéraire mais qui déclenche de vifs débats. Elle oppose ceux pour qui la poésie moderne est la voix de la révolution aux défenseurs de l'utra-romantisme, de l'art pour l'art réunis autour du vieil écrivain António Feliciano de Castilho.
Après cette polémique, Antero de Quental décidera de voyager et de confronter ses idées à la réalité. Il travaillera comme typographe. Entretemps, il y aura eu la Commune en France et le développement des idées socialistes. À son retour à Lisbonne, entouré d'anciens camarades et d'autres jeunes intellectuels, il serà à l'initiative des Conférences du Casino qui cherchent à diffuser les idées nouvelles et étudier les conditions de transformation politique, économique et religieuse au Portugal. Elles seront vite interdites.
Considérant avoir échoué dans leur volonté de révolutionner le pays, certains de ces jeunes se rétrouveront quelques années plus tard et de manière informelle dans un groupe nommé les Vaincus de la vie.
Aujourd'hui, le terme de Génération de 70 permet surtout de désigner une génération d'intellectuels très actifs, formés à l'Université de Coimbra (qui s'était alors ouvert à un public plus large) qui va briller non seulement dans la littérature, mais aussi dans l'archéologie, l'histoire, le droit, la médecine, la géographie ou la linguistique.